# 恋愛、借りちゃいました
『恋愛、借りちゃいました』（れんあいかりちゃいました）は、ASa Projectより2019年7月26日に発売された18禁美少女アドベンチャーゲーム。略称は「こいかり」。
本編のルート後を描くファンディスクも出ており、2019年11月29日に『恋愛、借りちゃいました 椿&ちなつ&こなつ ミニアフターストーリー』、2020年7月26日に『恋愛、借りちゃいました 絵未&八純 ミニアフターストーリー』が発売された。ASa Projectからファンディスクが出るのは本作が初。
2021年7月21日にエンターグラムよりPlayStation 4版およびNintendo Switch版が発売された。

## 登場人物

### 主人公
新海 幸（しんかい ゆき）

### ヒロイン
瀬川 絵未（せがわ えみ）
声 - 花寺香蓮
身長：162cm B89/W58/H84 誕生日：8月19日
天満 八純（てんま はすみ）
声 - 飴川紫乃
身長：159cm B85/W60/H83 誕生日：12月22日
泉 ちなつ（いずみ ちなつ）
声 - 水野七海
身長：152cm B90/W59/H86 誕生日：3月3日 ※泉こなつと2人で1ルート（同時攻略）
泉 こなつ（いずみ こなつ）
声 - 要しおり
身長：152cm B93/W60/H84 誕生日：3月3日 ※泉ちなつと2人で1ルート（同時攻略）
空路 椿（そらじ つばき）
声 - 藤崎紗矢香
身長：164cm B93/W59/H87 誕生日：4月24日

### サブキャラクター
美浜 咲希（みはま さき）
声 - くすはらゆい
身長：157cm B87/W56/H84
小関 桃子（こぜき ももこ）
声 - 北見六花
身長：159cm B85/W58/H85
雛山 夢乃（ひなやま ゆめの）
声 - 春河あかり
身長：146cm B79/W54/H81
雛山 吾郎（ひなやま ごろう）
声 - 鬼龍院アキラ
身長：188cm
遠山 愛季（とおやま あき）
声 - 遠野そよぎ
身長：163cm
新海 月（しんかい つき）
声 - 歩サラ
身長：145cm

## 主題歌
テーマソング 『君に届けるstory』
作詞・作曲 - rian
編曲 - 山下航生（doubleeleven）
歌 - Rin'ca
エンディング 『君との軌跡』
作詞・作曲 - rian
編曲 - 山下航生（doubleeleven）
歌 - piquet